# Denmark (Wisconsin)
Denmark – wieś w Stanach Zjednoczonych, w stanie Wisconsin, w hrabstwie Brown.